# Elfriede Weidenhaus
Elfriede Weidenhaus (* 9. September 1931 in Berlin; † 1. oder 2. Januar 2023) war eine deutsche Künstlerin, die durch ihre Aquarelle, Zeichnungen, Radierungen, Lithographien und Lackbilder bekannt ist und sich besonders als Ex Libris-Künstlerin einen Namen gemacht hat.

## Leben

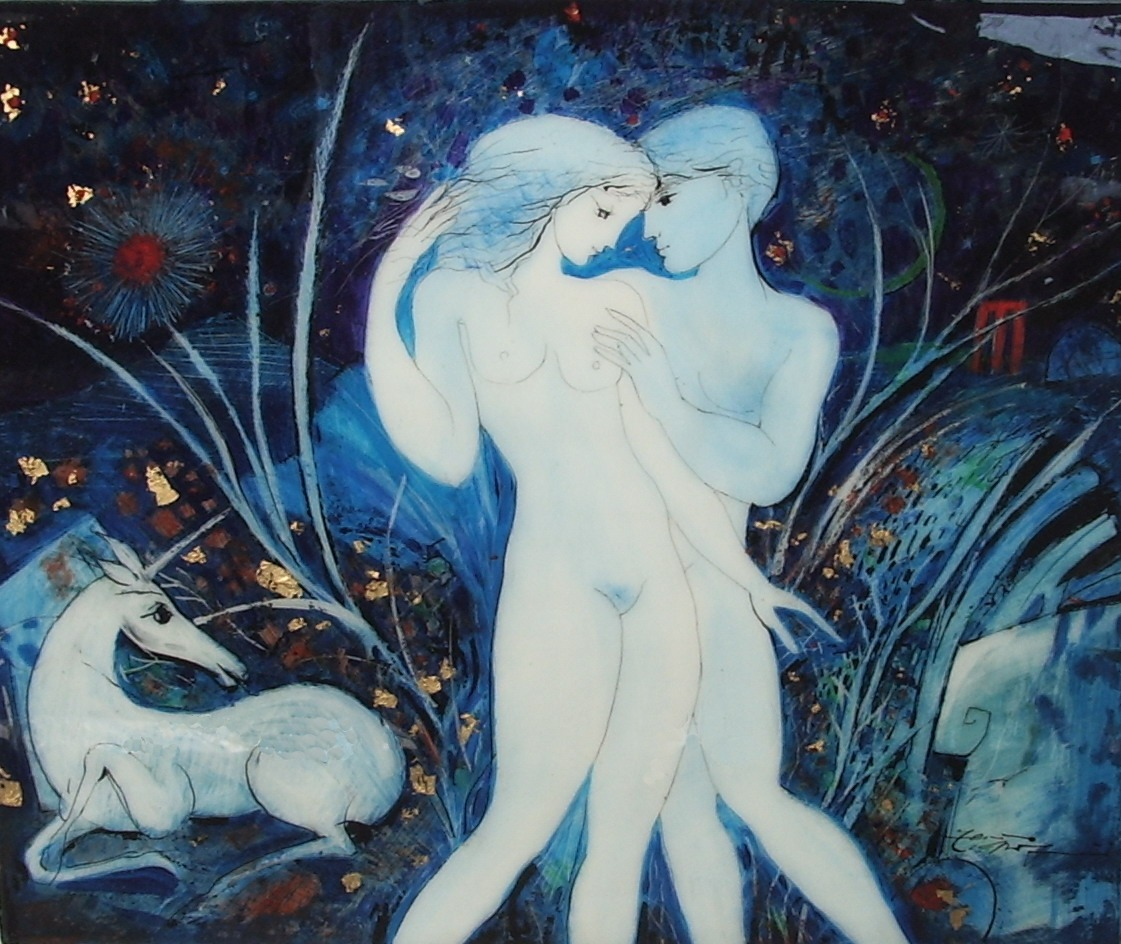
Elfriede Weidenhaus, Liebespaar (Lackbild)

Elfriede Weidenhaus studierte von 1947 bis 1950 bei Max Schwimmer an der Hochschule für Graphik und Buchkunst in Leipzig. Sie war dann als freischaffende Grafikerin und Illustratorin in Leipzig tätig. 1948 war sie mit drei Federzeichnungen auf der Leipziger Kunstausstellung vertreten. 1952 und 1959 hatte sie Ausstellungen in der renommierten Galerie Henning in Halle/Saale. Der Bildindex verzeichnet vier Lithografien als Exponate auf der Dritten Deutschen Kunstausstellung 1953 in Dresden.  Lt. Katalog war Elfriede Weidenhaus auf dieser Ausstellung nicht vertreten. Es ist zu vermuten, dass sie die Arbeiten eingereicht hatte, sie aber nicht berücksichtigt wurde.
Sie verließ die DDR und war von 1953 bis 1990 als freischaffende Malerin und Graphikerin in Stuttgart tätig. 1991 zog sie nach Erkenbrechtsweiler und nahm die Drucktätigkeit der Zikadenpresse wieder auf, die 1959 gegründet wurde. Es erschienen:
- 1959 Krumsdorf, Edwin: Das Lachen des großen Pan. Mit 8 Lithographien.
- 1990 Das Hohe Lied Salomos (in der Übersetzung nach Martin Luther).
- 1991 Sappho. Mit 27 Zeichnungen und 4 Radierungen. Übersetzt von W. Stockmeier.
- 1992 Nur Du! Erotische Gedichte. Mit 39 Zeichnungen und 4 Radierungen. Gedichtauswahl von W. Stockmeier.
- 1993 Longos: Daphne und Cloe. Mit 25 Zeichnungen und 4 Radierungen. Nachdichtung von W. Stockmeier.
- 1995 Mallarmé, Stéphane: Nachmittagstraum eines Fauns. Mit 28 Zeichnungen und 4 Radierungen. Nachdichtung von Paul Zech.
- 1998 Verlaine, Paul: Amies - Freundinnen. Mit 7 handkolorierten Radierungen.
- 1999 Orpheus und Eurydike. Mit 23 Zeichnungen und 6 Radierungen. Nachdichtung: Wolfgang Stockmeier.
- 2001 Tasso, Torquato: Gedanken über die Liebe. Mit 29 Zeichnungen und 4 Radierungen. Sprachliche Neufassung von W. Stockmeier.
- 2003 Wege der Götter. Mit 20 Zeichnungen und 4 (in der Vorzugsausgabe 5) Radierungen. Neufassung nach einer alten Quelle von W. Stockmeier.
- 2007 Aus dem Hohen Lied. Mit 9 Zeichnungen und 9 Radierungen. Übersetzungen nach der Gutenberg-Bibel von W. Stockmeier.
- 2010 Bröker, Helmut (Texte), Weidenhaus, Elfriede (Zeichnungen): Im Bilde des Orpheus. Erkenbrechtsweiler. ISBN 978-3-00-031054-6
- 2011 Kirke und Kalypse. Mit 21 Zeichnungen und 4 Radierungen. Textfassung W. Stockmeier.

Elfriede Weidenhaus schuf Bilder vom Balkan, von Griechenland, Frankreich, Italien und Städtebilder von London, Paris, Rom und Amsterdam. Illustrationen zu Erzählungen und Märchen von ihr erschienen u. a. in der Stuttgarter Zeitung und im Reader’s Digest, zu Gedichten von Salvatore Quasimodo und Werken von Manfred Hausmann. Von 1968 bis 1969 erschien ein größerer Zyklus von Radierungen zu „erotisch-arkadischen Metamorphosen“ als Variation eines heiter phantastischen Spiel, das die Wirklichkeit unserer Träume sichtbar werden lässt.
Werke von Elfriede Weidenhaus wurden in sehr vielen Ausstellungen gezeigt. Die Bibliographie der Bücher, die von der Künstlerin illustriert wurden, umfasst bisher 58 Titel.

## Illustrationen (Auswahl)

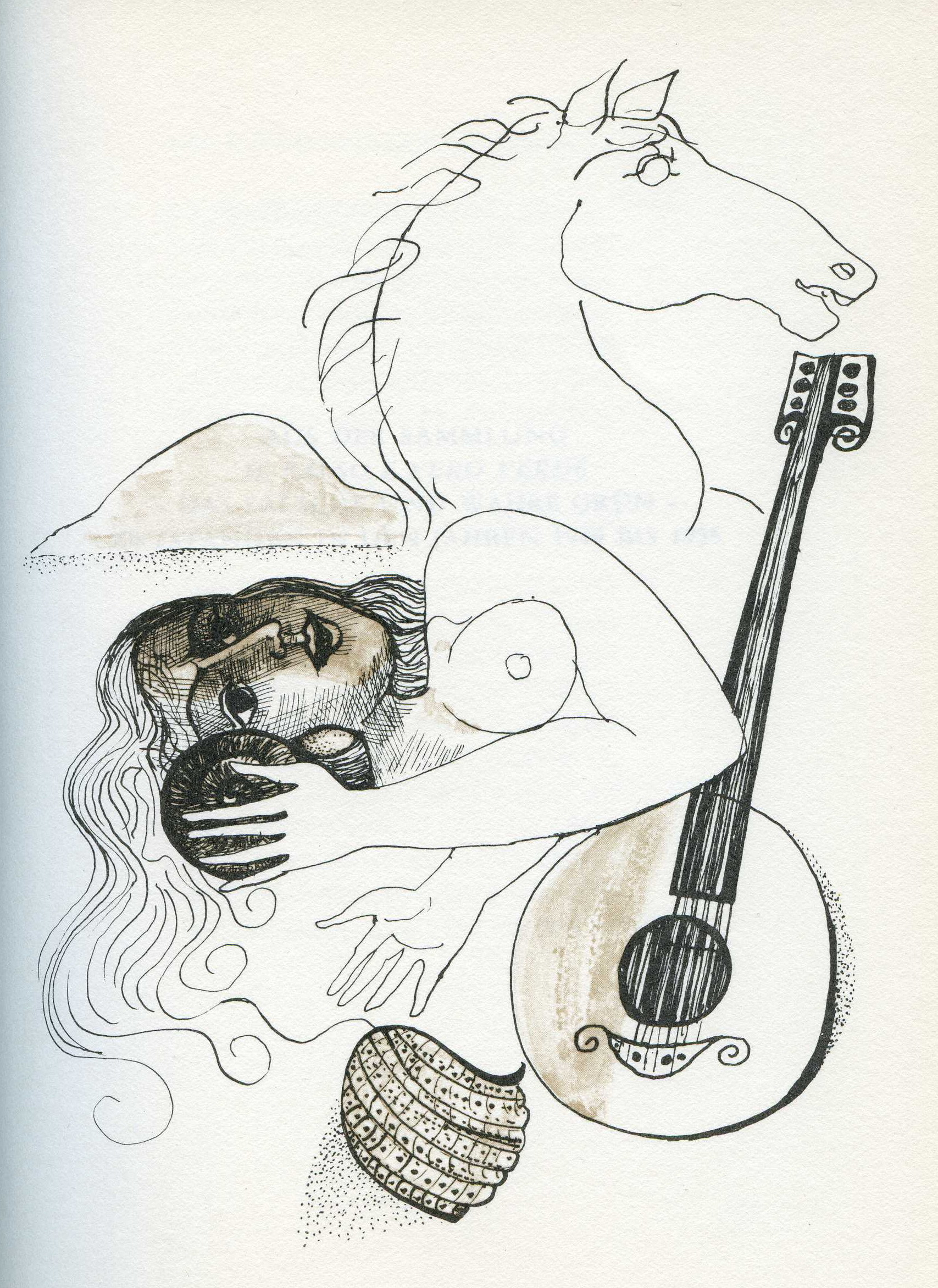
Elfriede Weidenhaus, Illustration zu Salvatore Quasimodo, Gesammelte Gedichte, S. 164

- Quasimodo, Salvatore, Gesammelte Gedichte. Zürich 1959.
- Reinhardt, Helmut (Hrsg.): Städte drüben. Hannover 1968.
- Worbs, Christoph (Hrsg.): Das große Buch vom deutschen Volkslied. Hannover 1969.
- Bassermann, Lujo: Hochzeitsreise in die Barbarey. Stuttgart 1974.
- Brinitzer, Carl: Wie machte das Cleopatra? Stuttgart 1972. ISBN 3-421-01611-9
- Vescovi, Gerhard: Ich schreib Dir was ... Stuttgart 1977. ISBN 3-421-01806-5

## Mappenwerke (Auswahl)
- Ludus Amabilis. Ein lieblich Liebesspiel in 16 Bildern. Mit 17 Radierungen. Stuttgart 1970.
- Träume des Odysseus. Mit 12 Radierungen. Rottendorf 1971.
- Ex Libris. Mit 12 Radierungen und einer Einleitung von Klaus Basset. Stuttgart 1973.
- Arkadien. Mit 12 Radierungen, einem Einführungstext von Paul Pfister u. einem Gedicht von Manfred Hausmann. Stuttgart 1975.
- Elfriede Weidenhaus, Unnahbare Schöne. Mit 5 Radierungen und einem Text von Helmut Bröker. Hauzenberg 1987.
- Das Hohelied Salomos. [2. Druck der Zikadenpresse]. Stuttgart, Zikadenpresse, 1990.